# Hassana Alidou
Pour les articles homonymes, voir Alidou.
Hassana Alidou, née le 29 mars 1963 à Niamey et morte le 10 juin 2023, est une pédagogue et une diplomate nigérienne.

## Biographie
Hassana Alidou est née le 29 mars 1963 à Niamey. Elle perd sa mère à l'âge de 3 ans, son père à l'âge de 7 ans. Elle étudie à l'université de Niamey, où elle obtient en 1987 un baccalauréat universitaire en linguistique. Grâce à une bourse, elle poursuit  ensuite ses études à l'université de l'Illinois, où elle obtient en 1991 une maîtrise en linguistique, puis y travaille en tant qu'assistante universitaire.
En 1993, elle revient au Niger, et devient en 1994, professeur de linguistique à l'université de Niamey. Ensuite, elle travaille sur un projet pour la Fondation Allemande pour le Développement international, sur l'éducation de base au Niger, Mali et Burkina Faso. À partir de 1996, elle est également conseillère pour l'éducation et l'alphabétisation, au sein de Agence de développement néerlandaise  au Niger. Alidou soutient une thèse en linguistique en 1997, en à l'Université de l'Illinois.
Elle travaille de 1998 à 2002, à l'université A&M du Texas en tant que professeur Assistant et en tant que Ccoordinatrice pour l'éducation multiculturelle. Parallèlement, elle est, de 1999 à 2000, maître de conférences sur l'éducation et le développement à l'université de Sussex, et dirige de 2000 à 2003 en tant que directrice académique, un projet sur l'éducation bilingue et  l'alphabétisation, pour la Fondation Allemande pour le Développement international, l'UNICEF et le ministère de l'éducation nationale du Burkina Faso.
À partir de 2002, elle est professeur à l'Alliant International University à San Diego. Défendant l'utilisation de langues autochtones,  au lieu de l'Anglais ou du Français, dans les premières classes éducatives en Afrique , elle conseille l'Institut pour l'éducation de l'UNESCO Institute for Education sur l'enseignement en langue maternelle sur ce continent africain. Elle est également Directrice régionale de l'UNESCO à Abuja,.
Elle devient en février 2015 ambassadrice du Niger aux États-Unis,. Depuis 2016, elle est également accréditée comme ambassadrice au Canada,.
Elle a trois enfants. Sa sœur jumelle est la sociologue Ousseina Alidou.